# Concerto per pianoforte e orchestra n. 2 (Saint-Saëns)
Il Concerto per pianoforte n. 2 in sol minore Op. 22 di Camille Saint-Saëns fu composto nel 1868 ed è probabilmente il concerto per pianoforte più popolare di Saint-Saëns, nonché uno dei più noti concerti per pianoforte e orchestra di tutta la letteratura pianistica. Era dedicato a Madame A. de Villers (nata de Haber). Alla prima il solista era il compositore stesso e Anton Rubinstein dirigeva l'orchestra. Saint-Saëns scrisse il concerto in tre settimane ed ebbe pochissimo tempo per prepararsi alla prima; di conseguenza il pezzo inizialmente non ebbe successo. I capricciosi cambiamenti di stile hanno spinto Zygmunt Stojowski a scherzare sul fatto che "inizia con Bach e finisce con Offenbach".

## Storia
Il brano segue la forma tradizionale di tre movimenti, ma consente una maggiore libertà nelle indicazioni di tempo. Normalmente il primo movimento è veloce, mentre il secondo è più lento, qui invece il primo movimento è lento e il secondo ha una qualità simile allo scherzo, risultando in una forma simile a una tipica sinfonia in quattro movimenti ma priva del primo movimento (una forma rappresentata anche dalla Sonata per pianoforte n. 14 di Beethoven).

### Orchestrazione
La strumentazione è così concepita:
Solista: pianoforte

Orchestra: 2 flauti, 2 oboi, 2 clarinetti (in si♭), 2 fagotti, 2 corni (cromatici in fa/mi♭), 2 trombe (cromatiche in fa), 2 timpani, piatti, archi

### Movimenti
1. Andante sostenuto (in sol minore e forma sonata)
Il concerto inizia con un assolo di pianoforte che suona una lunga introduzione improvvisazionale nello stile di una fantasia di Bach. Dopo l'entrata dell'orchestra, viene suonato il primo tema inquieto e malinconico, sempre dal pianoforte solista. Saint-Saëns ha tratto il tema dal mottetto Tantum ergo del suo allievo Gabriel Fauré. Compare un breve secondo tema, seguito da una sezione centrale con gradi di animato crescenti. Il tema principale è ricapitolato fortissimo e al solista viene data una lunga cadenza ad libitum. Il motivo di apertura in stile Bach ritorna nella coda.

| Audio playback is not supported in your browser. You can download the audio file. The first appearance of the first movement's main theme, written in the piano part. |

1. Allegro scherzando (in mi bem. magg. e forma sonata)
Il secondo movimento è in mi bemolle maggiore e, invece di essere un tipico adagio, assomiglia a uno scherzo. La parte del pianoforte mutevole è contrassegnata leggieramente ed i due temi principali sono ingegnosi e spensierati. La personalità energica e delicata di questo particolare movimento è caratteristica dell'arguzia musicale di Saint-Saëns, notoriamente osservabile in Le Carnaval des Animaux.
2. Presto (in sol minore e forma sonata)
Il concerto si conclude con il ritorno al sol minore. Come il movimento precedente, si muove rapidamente; questa volta la forma è una saltarella estremamente veloce, ardente, in forma sonata, caratterizzata da una forte figura di terzina. A velocità presto, l'orchestra e il solista corrono tumultuosamente avanti, guadagnando volume e slancio e terminando in un vortice di arpeggi in sol minore.

## Influenze
Il concerto, in particolare il secondo movimento, ha fortemente influenzato il Concerto per pianoforte in do minore del 1887 del collega compositore francese Gabriel Pierné.
Georges Bizet ha scritto una trascrizione del concerto per pianoforte solista.

## Incisioni
- Benno Moiseiwitsch, London Philharmonic Orchestra, conducted by Basil Cameron. 1947, report CD Naxos 2002, et Royal Philharmonic Orchestra, conducted by Eugene Goossens. 1960, report CD Classica (Les introuvables) 2020 (3e mouvement).
- Grigory Sokolov, URSS Symphony Orchestra, conducted by Neimye Yarvy. LP Melodie Angel 1966.
- Ėmil' Grigor'evič Gilel's, piano, Orchestre de La Société des Concerts du Conservatoire, conducted by André Cluytens. LP Columbia 1954 report CD Emi 2006.
- Arthur Rubinstein, piano, Symphony Of The Air, conductor Alfred Wallenstein LP RCA Victor 1958 report CD BMG Classics 1996.
- Arthur Rubinstein, piano, The Philadelphia Orchestra, conductor Eugene Ormandy. CD RCA Victor 1970 report CD Sony 2013.
- François-René Duchable, Orchestre Philharmonique de Strasbourg, conductor Alain Lombard. CD Erato 1982.
- Stephen Hough, City of Birmingham Symphony Orchestra, conductor Sakari Oramo. 2 CD Hyperion 2000 - 2001. Gramophone Awards record of the year 2002. Diapason d'or, Choc Le Monde la Musique.
- Howard Shelley, Orchestra of Opera North, piano and conducting, CD Chandos 2009
- Nelson Freire, piano, Symphnonie Orchester Berlin, conductor Adam Fisher.Live recording 1986. CD Audite Musikproduktion 2017.
- Bertrand Chamayou, piano, Orchestre National de France, conductor Emmanuel Krivine. CD Erato 2019. Gramophone Awards, Choc de Classica.